# إيفيرمكتين خلال جائحة كوفيد-19
الإيفيرمكتين دواء مضاد للطفيليات، ثبت جيدًا استخدامه في الحيوانات والبشر.
في وقت مبكر من جائحة COVID-19، اقترحت الأبحاث المختبرية أن الإيفيرمكتين قد يكون له دور في منع أو علاج COVID-19. عَززت الحملات الإعلامية عبر الإنترنت والدعوة ملف تعريف الدواء، وبينما ظل العلماء متشككين إلى حد كبير، اعتمدت بعض الدول الإيفرمكتين كجزء من جهود السيطرة على الوباء. بعض الأشخاص، الذين يَئسوا من استخدام الإيفرمكتين، أخذوا مستحضرات بيطرية أدت إلى نقص إمدادات الإيفرمكتين لعلاج الحيوانات - غردت إدارة الغذاء والدواء الأمريكية «أنت لست حصانًا» للفت الانتباه إلى هذه القضية.
فَشِلت الأبحاث اللاحقة في تأكيد فائدة الإيفرميكتين لـ COVID-19، وفي عام 2021 اتضح أن الكثير من فوائد البحث التي وجدت كانت خاطئة، أو مضللة، أو احتيالية. ومع ذلك، استمر نشر المعلومات الخاطئة حول الإيفرميكتين على وسائل التواصل الاجتماعي، وظل الدواء سببًا رئيسيًا لمناهضي التطعيم ومنظري المؤامرة.

## البحوث والمبادئ التوجيهية السريرية
في المختبر، يتمتع الإيفيرمكتين بتأثيرات مضادة للفيروسات ضد العديد من فيروسات الحمض النووي الريبي أحادية السلسلة وذات الإحساس الإيجابي، بما في ذلك SARS-CoV-2. وجدت الدراسات اللاحقة أن الإيفرمكتين يُمكن أن يَمنَع تكاثر SARS-CoV-2 في مزرعة خلايا الكلى للقرد مع IC50 (تركيز المادة الموافق للتثبيط النصفي) من 2.2-2.8 ميكرومتر. ومع ذلك، فإن الجرعات الأعلى بكثير من الحد الأقصى المعتمد، أو الممكن تحقيقه بأمان للاستخدام في البشر ستكون مطلوبة لتأثير مضاد للفيروسات. بصرف النظر عن الصعوبات العملية، مثل هذه الجرعات العالية لا تغطيها الموافقات الحالية على استخدام الإنسان للدواء وستكون سامة، حيث يَعتَبر أن آلية العمل المضادة للفيروسات تَعمَل عن طريق قمع عملية خلوية مضيفة، على وجه التحديد تثبيط النقل النووي عن طريق استيراد α/β1 .
لحل أوجه عدم اليقين من الدراسات السابقة الصغيرة أو الرديئة الجودة، اعتبارًا من يونيو 2021، كانت هناك تجارب واسعة النطاق جارية في الولايات المتحدة والمملكة المتحدة.

### قيود البحث والاحتيال
العديد من الدراسات التي أجريت على الإيفرمكتين لـ COVID-19 لها قيود منهجية خطيرة، مما أدى إلى انخفاض اليقين في الأدلة. تم سحب العديد من المنشورات التي دعمت فعالية الإيفرمكتين لـ COVID-19 بسبب الأخطاء والبيانات التي لا يمكن التحقق منها والمخاوف الأخلاقية.
تم سحب العديد من المنشورات رفيعة المستوى التي تَهدف إلى إثبات انخفاض معدل الوفيات في مرضى COVID-19 لاحقًا بسبب الاشتباه في تَزوير البيانات. زاد هذا من الارتباك بين وسائل الإعلام وعامة الناس، حيث تم الاستشهاد بهذه المنشورات على نطاق واسع من قبل مؤيدي الإيفرمكتين وتم تضمينها في التحليلات التلوية.

### التوجيه السريري
- في فبراير 2021، أصدرت شركة Merck، مطور الدواء، بيانًا قالت فيه إنه لا يوجد دليل جيد على أن الإيفرميكتين فعال ضد COVID‑19، وأن محاولة مثل هذا الاستخدام قد تكون غير آمنة.[22][23]
- بعد مراجعة الأدلة على الإيفرمكتين، نَصحت وكالة الأدوية الأوروبية (EMA) بعدم استخدامه للوقاية أو العلاج من COVID-19 وأن «البيانات المتاحة لا تدعم استخدامه لـ COVID-19 خارج التجارب السريرية المصممة جيدًا.»[24]
- تنص إرشادات علاج COVID-19 التابعة للمعاهد الوطنية الأمريكية للصحة، على أنه لا توجد أدلة كافية على عقار الإيفرمكتين للسماح بالتوصية باستخدامه، أو عدم استخدامه.[25]
- وفي المملكة المتحدة، قرر الفريق الاستشاري الوطني للعلاج من COVID‑19 أن قاعدة الأدلة ومعقولية الإيفرميكتين كعلاج لCOVID‑19 غير كافيين لمواصلة إجراء مزيد من التحقيقات.[26]
- لم يتم اعتماد الإيفرمكتين من قبل إدارة الغذاء والدواء الأمريكية (FDA) لاستخدامه في علاج أي مرض فيروسي وغير مصرح له باستخدامه لعلاج COVID ‑ 19 داخل الاتحاد الأوروبي.[24][25]
- وقالت منظمة الصحة العالمية أيضًا إنه لا ينبغي استخدام الإيفرميكتين لعلاج COVID‑19 إلا في تجربة سريرية.[27]
- أصدرت وكالة تنظيم الصحة البرازيلية والجمعية البرازيلية للأمراض المعدية وجمعية الصدر البرازيلية بيانات موقف تنصح بعدم استخدام الإيفرمكتين للوقاية من COVID‑19 في المراحل المبكرة أو علاجها.[28][29][30]

## الوضع التنظيمي والاستخدام خارج التسمية
أدت المعلومات الخاطئة ودرجات الثقة المنخفضة والشعور باليأس من زيادة عدد الحالات والموت إلى زيادة استخدام الإيفرمكتين في أوروبا الوسطى والشرقية وأمريكا اللاتينية و  وجنوب إفريقيا. كما نشأت سوق سوداء في العديد من هذه البلدان حيث لم تمنح الموافقة الرسمية.
اكتسب التضليل الفيروسي على وسائل التواصل الاجتماعي حول الإيفرمكتين اهتمامًا خاصًا في جنوب إفريقيا، حيث قامت مجموعة مناهضة للتلقيح تُدعى «جنوب إفريقيا لها الحق في الإيفرمكتين» بالضغط من أجل إتاحة الدواء للوصفات الطبية. أطلقت مجموعة أخرى، «مجموعة إيفرمكتين للفائدة» دعوى قضائية ضد هيئة تنظيم المنتجات الصحية في جنوب إفريقيا (SAHPRA)، ونتيجة لذلك، تم منح إعفاء الاستخدام الرحيم. صرحت SAHPRA في أبريل 2021 أنه «في الوقت الحالي، لا توجد علاجات معتمدة لعدوى COVID-19.»
على الرغم من عدم وجود أدلة عالية الجودة تشير إلى أي فعالية ومشورة على عكس ذلك، فقد سمحت بعض الحكومات باستخدامه خارج نطاق التسمية للوقاية والعلاج من COVID-19. البلدان التي منحت هذه الموافقة الرسمية للإيفرمكتين تشمل جمهورية التشيك، سلوفاكيا، المكسيك، بيرو (ألغيت لاحقًا)، الهند (ألغيت لاحقًا) و  والفلبين. تشمل المدن التي أطلقت حملات توزيع مكثف للإيفرمكتين كالي، كولومبيا، وإيتاجاي، البرازيل.
لم يتم اعتماد الإيفرمكتين من قبل إدارة الغذاء والدواء الأمريكية (FDA)؛ لاستخدامه في علاج أي مرض فيروسي وغير مصرح له باستخدامه لعلاج COVID-19 داخل الاتحاد الأوروبي. بعد مراجعة الأدلة الخاصة بالإيفرمكتين، قالت وكالة مكافحة الأمراض (EMA) إن «البيانات المتاحة لا تدعم استخدامه لـ COVID-19 خارج التجارب السريرية المصممة جيدًا». قالت منظمة الصحة العالمية أيضًا، أنه لا ينبغي استخدام الإيفرمكتين لعلاج COVID-19 إلا في التجارب السريرية. أصدرت وكالة تنظيم الصحة البرازيلية والجمعية البرازيلية للأمراض المعدية والجمعية البرازيلية لأمراض الصدر بيانات موقف تحذر من استخدام الإيفرمكتين للوقاية أو العلاج في المرحلة المبكرة من COVID-19.
أوصت العديد من المنظمات الصحية الحكومية في أمريكا اللاتينية بالإيفرمكتين كعلاج لـ COVID-19 يعتمد جزئيًا على الطبعات المسبقة والأدلة القصصية؛ تم رفض هذه التوصيات لاحقًا من قبل منظمة الصحة الأمريكية.

### استخدام الإنسان للمنتجات البيطرية
عندما بدأ الناس في استخدام المستحضرات البيطرية للإيفرمكتين للاستخدام الشخصي، بدأت المخزونات في الانخفاض، مما تطلب من البائعين تقنين مبيعاتهم ورفع الأسعار. في الولايات المتحدة، بدأت إمدادات معجون التخلص من ديدان الخيول في النفاد حيث استخدمها الناس لأنفسهم، طلب بعض البائعين من عملائهم إظهار صورة لأنفسهم ولخيولهم معًا، للتأكيد على أنهم يشترون المعجون للاستخدام الحيواني.
في أغسطس 2021، أصدر مركز السيطرة على الأمراض (CDC) تنبيهًا صحيًا مدفوعًا بارتفاع حاد في المكالمات لمراكز مكافحة السموم حول التسمم بالإيفرمكتين. وصف مركز السيطرة على الأمراض حالتين تتطلبان دخول المستشفى. في إحداها، شرب شخص منتج حقن بالإيفرمكتين معد للاستخدام في الماشية.

## الملكية الفكرية والاقتصاد
مع انتهاء صلاحية براءة اختراع الإيفرمكتين، تمكن مصنعو الأدوية المكافئة من التمتع بأرباح متزايدة بشكل كبير بسبب ارتفاع الطلب. شهدت إحدى الشركات البرازيلية، Vitamedic Industria Farmaceutica، زيادة إيراداتها السنوية من مبيعات الإيفرمكتين بمقدار خمسة أضعاف في عام 2020 لتصل إلى 85 مليون دولار أمريكي.
أعلن توماس بورودي، الأستاذ وطبيب الجهاز الهضمي، في أستراليا في عام 2020، أنه اكتشف «علاجًا» لـ COVID-19: مزيج من الإيفرمكتين والدوكسيسيكلين والزنك. صرح بورودي في مقابلة إعلامية بأن «أهم شيء في هذا هو أن لا أحد سيكسب المال من هذا». اتضح لاحقًا أن شركة Topelia Australia، شركة Borody، قد قدمت براءة اختراع لتركيبة الأدوية. تم اتهام بورودي بعدم الإفصاح بشكل كاف عن تضارب المصالح.
في أكتوبر 2021، تم الكشف عن شبكة كبيرة من الشركات التي تبيع هيدروكسي كلوروكين وإيفرمكتين في الولايات المتحدة، تستهدف في المقام الأول الجماعات اليمينية والمترددة في اللقاحات عبر وسائل التواصل الاجتماعي، ومقاطع فيديو مؤامرة من قبل نشطاء مناهضين للقاحات مثل سيمون جولد. كان لدى الشبكة 72000 عميل دفعوا مجتمعين 15 مليون دولار للاستشارات والأدوية.

## التضليل والدعوة
أصبح الإيفرمكتين سببًا رائعًا للشخصيات اليمينية التي تروج له كعلاج مفترض لـ COVID. انتشرت المعلومات المضللة حول فعالية الإيفرمكتين على نطاق واسع على وسائل التواصل الاجتماعي، مدعومة بالمنشورات التي تم التراجع عنها منذ ذلك الحين، مواقع «التحليل التلوي» المضللة ذات الأساليب المتدنية، ونظريات المؤامرة حول جهود الحكومات والعلماء «لقمع الأدلة».

### الدعوة على وسائل التواصل الاجتماعي
حاز عقار إيفرمكتين على تأييد عدد من المؤثرين على وسائل التواصل الاجتماعي.

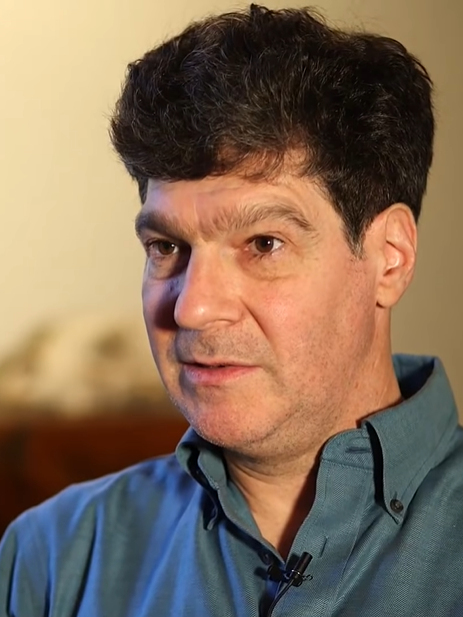
قام بريت وينشتاين بنشر عقار الإيفرمكتين مباشرةً على YouTube أثناء مشاركته في استضافة بودكاست "Dark Horse".

أخذ كاتب البودكاست الأمريكي، والمؤلف بريت وينشتاين الإيفيرمكتين خلال بث فيديو مباشر وقال إنه وزوجته هيذر هيينج لم يتم تطعيمهما بسبب مخاوفهما بشأن لقاحات COVID-19. رداً على ذلك، قام YouTube بإضفاء الطابع الشيطاني على القناة.
في المملكة المتحدة، نشر المعلم الممرض المتقاعد والمؤثر على YouTube جون كامبل، مقاطع فيديو تحمل ادعاءات كاذبة حول استخدام الإيفرمكتين في اليابان، كسبب محتمل لانخفاض «معجزة» في الحالات. في الواقع، لا يوجد دليل على استخدام الإيفرمكتين في اليابان ولم يتم اعتماده كعلاج لـ COVID-19.

### مواقع الويب المضللة للتحليل التلوي
أثناء الوباء، ظهر عدد من المواقع المضللة التي تزعم أنها تعرض تحليلات تلوية للأدلة السريرية لصالح استخدام الإيفرمكتين في علاج COVID-19. كان للمواقع المعنية مالكين مجهولين، ونطاقات متعددة أعادت التوجيه إلى نفس المحتوى، واستخدمت العديد من الرسومات الملونة، ولكن المضللة، للتعبير عن وجهة نظرهم. خوادم الويب المستخدمة لهذه المواقع هي نفسها التي استخدمت سابقًا لنشر معلومات مضللة حول هيدروكسي كلوروكوين.
بينما اكتسبت هذه المواقع جاذبية بين العديد من غير العلماء على وسائل التواصل الاجتماعي، فقد انتهكت أيضًا العديد من القواعد الأساسية لمنهجية التحليل التلوي. وتجدر الإشارة إلى أن العديد من هذه المواقع تضمنت دراسات بجرعات مختلفة على نطاق واسع من العلاج، وتصميم مفتوح التسمية (حيث يُعرَف كل من المجربين والمشاركين من هو في المجموعة الضابطة)، ومجموعات مراقبة الجودة رديئة (مثل علاج آخر لم يتم اختباره والذي قد نتائج أسوأ)، أو عدم وجود مجموعة تحكم على الإطلاق. هناك قضية أخرى وهي تضمين العديد من التجارب المخصصة غير المنشورة والتي لم تخضع لمراجعة الأقران، والتي كان لها مقاييس نتائج مختلفة غير متوافقة. ومن المعروف أن مثل هذه المشكلات المنهجية تشوه نتائج التحليلات التلوية وتسبب نتائج زائفة أو خاطئة. أدت المعلومات المضللة التي تنقلها هذه المواقع إلى حدوث ارتباك بين الجمهور وصانعي السياسات.

### تأييد مزيف

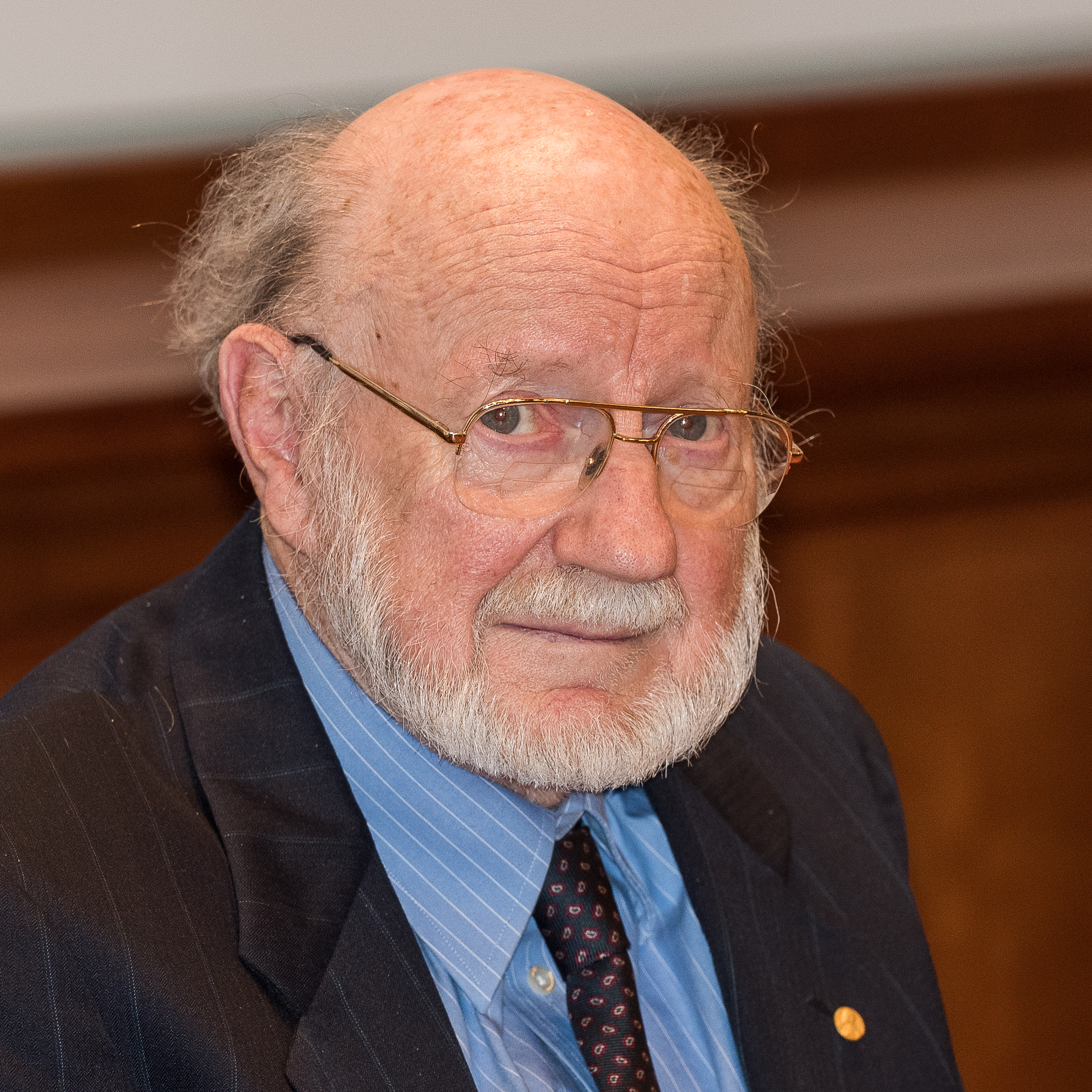
ويليام سي كامبل ، الحائز على جائزة نوبل ومخترع الإيفرمكتين. تم تداول تغريدة مزيفة تزعم أنها تظهر أنه يدعم الإيفرمكتين كعلاج لـ COVID-19.

على تويتر، انتشرت تغريدة مع صورة ويليام سي كامبل، المخترع المشارك للإيفرمكتين، جنبًا إلى جنب مع اقتباس ملفق يقول إنه يؤيد استخدام الإيفرمكتين كعلاج لفيروس كورونا. ورد كامبل بقوله «أنا أكره تمامًا وأنكر الملاحظات المنسوبة إلي على وسائل التواصل الاجتماعي»، مضيفًا أن مجال خبرته لم يكن علم الفيروسات، لذا لن يعلق بهذه الطريقة أبدًا.

### استهدف العلماء
في يوليو 2021، نشر أندرو هيل، الباحث البارز في جامعة ليفربول، تحليلًا تلويًا لاستخدام الإيفرمكتين في علاج COVID مما يشير إلى أنه قد يكون مفيدًا. ومع ذلك، مع ظهور الاحتيال البحثي لاحقًا في بعض الدراسات المدرجة في التحليل التلوي، قام هيل بمراجعة تحليله لاستبعاد الأدلة المشبوهة، ووجد أن النجاح الواضح للإيفرمكتين قد تبخر نتيجة لذلك. كتابات لصحيفة الجارديان هيل تروي كيف أدت المراجعة إلى تعرضه للهجوم على وسائل التواصل الاجتماعي على أنه من المفترض أن يكون في رواتب بيل جيتس، وكيف تم إرسال صور لتوابيت ونازيين مشنوقين.
حدد عالم الأوبئة جدعون مايرويتز كاتز أن الإيفرمكتين هو أحد أكثر الموضوعات تسييسًا في الوباء، إلى جانب التطعيم. استخدم Meyerowitz-Katz وسائل التواصل الاجتماعي لنشر العيوب في أبحاث الإيفرمكتين ونتيجة لذلك، كما يقول، تلقى تهديدات بالقتل أكثر من أي موضوع آخر تعامل معه.

### تحالف Frontline COVID-19 للرعاية الحرجة
في كانون الأول (ديسمبر) 2020، استخدم رئيس لجنة الأمن الداخلي في مجلس الشيوخ الأمريكي رون جونسون جلسة استماع في مجلس الشيوخ للترويج للنظريات الهامشية والعلاجات غير المثبتة لـ COVID-19، بما في ذلك الإيفرمكتين. وكان من بين الشهود بيير كوري، طبيب أمراض الرئة والرعاية الحرجة، الذي وصف بالخطأ الإيفرمكتين بأنه «معجزة» و«عقار عجيب» لاستخدامه ضد COVID-19. انتشرت لقطات فيديو لتصريحاته على وسائل التواصل الاجتماعي، وحصلت على أكثر من مليون مشاهدة حتى 11 ديسمبر / كانون الأول.
في الولايات المتحدة، يتم دعم استخدام الإيفرمكتين لـ COVID-19 من قبل منظمة بقيادة Kory تسمى Frontline COVID-19 Critical Care Alliance (FLCCC)،  والتي تعزز «الحركة العالمية لنقل الإيفرمكتين إلى التيار الرئيسي». انتشر هذا الجهد على وسائل التواصل الاجتماعي، حيث تم تبنيه من قبل منكري COVID وأنصار مناهضة التطعيم ومنظري المؤامرة. تم رفض مقال مراجعة من قبل أعضاء FLCCC حول فعالية الإيفرمكتين، والذي تم قبوله مؤقتًا من قبل الحدود في علم الأدوية، فيما بعد بسبب ما أسماه الناشر «سلسلة من الادعاءات القوية غير المدعومة المستندة إلى دراسات ذات أهمية إحصائية غير كافية». أن المقالة «لم تقدم مساهمة علمية موضوعية [أو] متوازنة لتقييم الإيفرمكتين كعلاج محتمل لـ COVID-19». كتب ديفيد جورسكي أن سرد الإيفرمكتين باعتباره «علاجًا معجزة» لـ COVID-19 هو نسخة «منتشرة» من نظرية مؤامرة مماثلة حول عقار هيدروكسي كلوروكين، حيث يُعتقد أن قوى غير محددة تقوم بقمع أخبار فعالية الدواء بالنسبة أرباحهم الخاصة.

### تطوير دواء فايزر
ادعى منظرو المؤامرة على الإنترنت أن عقار باكسلوفيد المضاد لـ COVID-19 هو مجرد «إيفرمكتين معاد تعبئته». تستند ادعاءاتهم إلى سرد مفاده أن شركة Pfizer تقوم بقمع الفوائد الحقيقية للإيفرمكتين وتعتمد على المراسلات السطحية بين الأدوية وسوء فهم حركتها الدوائية.

## ما بعد الكارثة
أدى سوء السلوك الواسع الانتشار في أبحاث الإيفرمكتين / COVID-19 إلى استبطان المجتمع العلمي.
كتب جدعون مايرويتز كاتز «لا توجد طريقتان حيال ذلك: العلم معيب». تقديرات مايرويتز كاتز أنه اعتبارًا من ديسمبر 2021، أدت المصداقية في البحث المعيب إلى أن يكون الإيفرمكتين هو الدواء الأكثر استخدامًا في جميع أنحاء العالم أثناء الوباء، وأن حجم المشكلة يشير إلى ضرورة إعادة التفكير الجذري في كيفية تقييم البحث الطبي.